# AXN Crime
AXN Crime a fost un post de televiziune european ce difuza filme, deținut de Sony Pictures Entertainment, care putea fi vizionat 18 ore pe zi, între orele 11:00 și 03:00. Era disponibil în Polonia, Ungaria, România și Bulgaria pe Boom TV, Bulsatcom, Cyfra Plus, Cyfrowy Polsat, Digi Tv, Dolce, iNES, Max Tv și N. Programul a fost lansat în Republica Cehă și Slovacia în data de octombrie, 2007.
Canalul a fost înlocuit de AXN White în 2013.

## Seriale
- 18 Wheels of Justice
- Alias
- Blue Heelers
- Cold Squad
- Homicide
- The Cosby Mysteries
- Murder Call
- Killer Woman
- Master Thieves
- The Agency
- The District
- The Division
- Water Rats
- V.I.P.
- Columbo